# الاشتراكية في بلد واحد

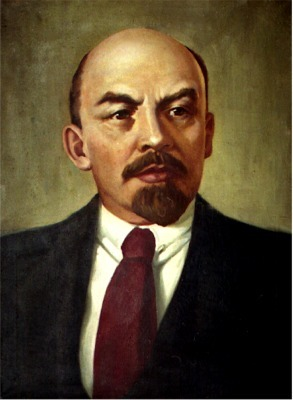
فلاديمير لينين - لوحة للفنان ألكسي كونستانتينوفيتش نيسترينكو

الاشتراكية في بلد واحد نظرية سياسية طرحها جوزيف ستالين أول مرة عام 1924 وبلورها في صورتها النهائية نيكولاي بوخارين عام 1925 قبل أن يتبناها ستالين كسياسة عامة في الاتحاد السوفيتي. والنظرية قامت كنتيجة مباشرة لفشل جميع الثورات الشيوعية في مختلف أنحاء أوروبا عدا روسيا والاتحاد السوفيتي ولذا يتوجب على الاتحاد السوفيتي تقوية نفسه داخليا، وعلى الرغم من خروج هذه الأيديولوجية في وقت بدت فيها كنتاج احتياج الأوضاع في ذلك الوقت أكثر من كونها اعتقادا راسخا في مبادئها أو أفكارها، نجحت النظرية في وضع الهيكل العام للتوجه السياسي داخل الاتحاد السوفيتي على مدار تاريخه، وعلى الرغم من هذا كله تبدّل مفهوم الاشتراكية في بلد واحد في العالم المعاصر حيث أصبحت مثالا على خيانة مبادئ الاشتراكية الماركسية خاصة من وجهة نظر التروتسكيين وآخرين من دعاة الثورة العالمية.

## خلفية تاريخية
قضت هزيمة العديد من الثورات البروليتارية في دول مثل ألمانيا والمجر على آمال البلاشفة في حدوث ثورة عالمية وشيكة، وبدأوا هم وستالين يدعون إلى اشتراكية في بلد واحد. كان ستالين في إصداره الأول لكتابه «أسس اللينينية، 1924» متمسكا بفكرة فلاديمير لينين حول عدم كفاية حدوث الثورة في بلد واحد. توفى لينين عام 1924، وبنهاية هذا العام صدر الإصدار الثاني لكتاب ستالين، وقد بدأ موقف ستالين في التغير، حيث ادعى أن بإمكان البروليتاريا وواجب عليها تأسيس مجتمع اشتراكي في بلد واحد. في أبريل 1925، فصّل نيكولاي بوخارين هذه القضية في كراسه «هل يمكننا أن نؤسس مجتمعا اشتراكيا في بلد واحد في غياب انتصار البروليتاريا الغرب أوروبية؟». انتهج الاتحاد السوفييتي الاشتراكية في بلد واحد كسياسة للدولة بعد مقال يناير 1926 الذي كتبه ستالين عن قضايا اللينينية. مثلت الفترة ما بين 1925 إلى 1926 تحولا في نشاط الشيوعية الدولية من العمل على نطاق عالمي إلى الدفاع عن الدولة السوفييتية. وقد عرفت هذه الفترة وحتى عام 1928 بالفترة الثانية، حيث مثلت تحول الاتحاد السوفييتي من الحرب الشيوعية إلى السياسة الاقتصادية الجديدة. كتب لينين عام 1915:
وفي عام 1918، كتب لينين:
بعد وفاة لينين، استخدم ستالين هذه المقولات وغيرها ليجادل بأن لينين شاركه وجهة نظره حول الاشتراكية في بلد واحد. انتقد غريغوري زينوفييف وليون تروتسكي نظرية الاشتراكية في بلد واحد كثيرا. فقد ادعى التروتسكيون بشكل خاص ولا يزالون يدّعون أن الاشتراكية في بلد واحد تعارض المبادئ الأساسية لكل من الماركسية واللينينية القائلة بأن الانتصار النهائي للاشتراكية في بلد واحد يعتمد على درجة نجاح الثورات البروليتارية في الدول الأكثر تقدما بأوروبا الغربية. أوضح لينين في المؤتمر السابع في مارس 1918 قائلا:

## جوزيف ستالين
أظهر ستالين نظرية الاشتراكية في بلد واحد كتطور لاحق للنظرية اللينينية، معتمدا على مقولات للينين.
وفي 14 فبراير 1938، صاغ ستالين في «رد على الرفيق إيفانوف» إجابة على تساؤل إيفانوف، ونشرت في صحيفة البرافدا، وقد قسم ستالين السؤال إلى جزئين. الجزء الأول من السؤال كان عن العلاقات الداخلية للاتحاد السوفييتي، وعن ما إذا كان ممكنا تأسيس مجتمع اشتراكي بهزيمة البرجوازيين المحليين وتعزيز اتحاد العمال والفلاحين.
يستشهد ستالين بمقولة لينين «لدينا كل شيء ضروري لتأسيس الاشتراكية الكاملة» ويدعي أن المجتمع الاشتراكي قد بُني معظمه بالفعل. وكان الجزء الثاني من السؤال عن العلاقات الخارجية وما إذا كان نصر الاشتراكية نهائيا. أي ما إذا كانت الرأسمالية ستتمكن من العودة مرة أخرى. وهنا يستشهد ستالين قول لينين بأن الانتصار النهائي محقق فقط إذا انتشر على مستوى عالمي وبمساعدة العمال من الدول الأخرى.